# Mowa eksploracyjna
Mowa eksploracyjna (ang. exploratory talk) – sposób komunikacji werbalnej, w którym mowa jest środkiem kierowania myśleniem. Potocznie nazywana jest głośnym myśleniem, gdyż osoba wypowiadająca się w ten sposób nie ma z góry ustalonej odpowiedzi, którą chciałaby wyrazić, lecz raczej tworzy ją w trakcie wypowiadania się. Stąd cechuje się ona z jednej strony znacznym nieuporządkowaniem, ale z drugiej wiąże się z aktywizacją procesów poznawczych. Pojęcie mowy eksploracyjnej wprowadził do psychologii i pedagogiki Douglas Barnes, podkreślając jej kluczową funkcję w procesie uczenia się.